# Этика искусственного интеллекта
Этика искусственного интеллекта является частью этики технологий, характерной для роботов и других искусственно интеллектуальных существ. Она обычно подразделяется на робоэтику, которая решает вопросы морального поведения людей при проектировании, конструировании, использовании и применении в лечении искусственно разумных существ и машинную этику, которая затрагивает проблемы морального поведения искусственных моральных агентов (ИМА).
Сегодня системы искусственного интеллекта вызывают и серьезные этические вызовы — от предвзятости алгоритмов и угроз правам человека до воздействия на климат. В ответ на данные вызовы ЮНЕСКО приняла Рекомендации по этике искусственного интеллекта, направленные на формирование справедливого и инклюзивного подхода к разработке и применению искусственного интеллекта на глобальном уровне. 

## Этика роботов
Термин «этика роботов» (или «робоэтика») относится к моральным вопросам того, как люди проектируют, конструируют, используют и обращаются с роботами и другими искусственно интеллектуальными существами. Она занимается вопросами того, как искусственно разумные существа могут быть использованы во вред и в интересах людей.

### Права роботов
«Права роботов» — это концепция, согласно которой люди должны иметь моральные обязательства перед своими машинами, аналогичные правам человека или животных. Есть предложение, что права роботов, такие как право на существование и выполнение своей собственной миссии, можно связать с обязанностью робота служить человеку, по аналогии с увязкой прав человека с обязанностями человека перед обществом. Они могут включать право на жизнь и свободу, свободу мысли и высказываний, а также равенство перед законом. Этот вопрос был рассмотрен Институтом будущего и Министерством торговли и промышленности Великобритании.
Эксперты не имеют общего мнения, потребуются ли конкретные и подробные законы уже в ближайшее время или только в отдалённом будущем. Гленн МакГи сообщает, что к 2020 году могут появиться достаточно гуманоидные роботы. Рэй Курцвейл считает, что это произойдет к 2029 году. В 2007 году другая группа учёных предполагала, что пройдет, по крайней мере, 50 лет, прежде чем сможет существовать какая-либо достаточно продвинутая система.
Правила конкурса Лобнеровской премии 2003 года предусматривали возможность того, что роботы могут иметь собственные права.
В октябре 2017 года андроид София получила «почётное» гражданство в Саудовской Аравии, хотя некоторые наблюдатели сочли это скорее рекламным ходом, чем осмысленным юридическим признанием. Некоторые рассматривали этот жест как открытое унижение прав человека и верховенства закона.
Философия сентитизма предоставляет право на моральные соображения всем чувствующим существам, прежде всего людям и большинству животных. Если искусственные или инопланетные интеллектуальные существа демонстрируют доказательства своей чувственности, эта философия считает, что к ним следует проявить сострадание и предоставить права.
Джоанна Брайсон утверждала, что создание требующего прав ИИ можно избежать и само по себе их создание неэтично, поскольку это будет бременем и для агентов ИИ и для человеческого общества.

### Угроза человеческому достоинству
Джозеф Вейзенбаум утверждал в 1976 году, что технология искусственного интеллекта не должна использоваться для замены людей на должностях, требующих уважения и заботы, таких как:
- Сотрудник службы поддержки клиентов (технологии ИИ уже используется сегодня в телефонных системах интерактивных голосовых ответов)
- Терапевт (как было предложено Кеннетом Колби в 1970-х годах)
- Сиделка для пожилых людей (как рассказала Памела МакКордак в своей книге «Пятое поколение»)
- Солдат
- Судья
- Полицейский

Вайзенбаум объясняет, что от людей на этих должностях мы требуем подлинного чувства эмпатии. Если машины их заменят, мы окажемся отчужденными, обесцененными и разочарованными. Искусственный интеллект, если его использовать таким образом, представляет угрозу для человеческого достоинства. Вайзенбаум утверждает, что факт того, что мы рассматриваем возможность машинам занимать эти позиции, говорит о том, что мы испытали «атрофию человеческого духа, возникающую из-за того, что мы думаем о себе как о компьютерах».
Памела МакКордак возражает, говоря о женщинах и меньшинствах, «я бы предпочла рискнуть с беспристрастным компьютером», указывая на условия, в которых мы бы предпочли иметь автоматических судей и полицию, у которых вообще нет личных интересов. Тем не менее, Каплан и Хенлейн подчеркивают, что системы искусственного интеллекта интеллектуальны ровно в соответствии с теми данными, которые использовались для их обучения, поскольку по своей сути они представляют собой не что иное, машины для приближения с помощью кривых: использование искусственного интеллекта для поддержки судебного решения может быть весьма проблематичным, если прошлые решения демонстрируют предвзятость к определённым группам, поскольку эти предубеждения формализуются и закрепляются, что делает выявление и борьбы с ними ещё более трудной. Основатель ИИ Джон Маккарти возражает против морализирующего тона критики Вейзенбаума. Он пишет: «Когда морализаторство неистово и расплывчато, оно поощряет авторитарное насилие».
Билл Хиббард отмечал, что «человеческое достоинство требует, чтобы мы стремились устранить наше незнание природы бытия, и для этого необходим ИИ».

### Прозрачность, ответственность и открытый исходный код
Билл Хиббард утверждает, что, поскольку ИИ сильно повлияет на человечество, усилия разработчиков ИИ этически должны быть прозрачными. Бен Гертцель и Дэвид Харт создали OpenCog в качестве фреймворка с открытым исходным кодом для разработки ИИ. OpenAI — это некоммерческая исследовательская компания по искусственному интеллекту, созданная Илоном Маском, Сэмом Альтманом и другими для разработки полезного для человечества программного обеспечения ИИ с открытым исходным кодом. Существует множество других разработок ИИ с открытым исходным кодом.
Открытие кода не делает его понятным, то есть ИИ, который им закодирован, не является прозрачным. IEEE пытается заниматься стандартизацией прозрачности ИИ. Усилия IEEE выделяют для разных пользователей несколько степеней прозрачности. Кроме того, есть опасение, что предоставление полного потенциала современного ИИ некоторым организациям может быть плохо для общественности, то есть причинить больше вреда, чем пользы. Например, Microsoft выразила обеспокоенность по поводу предоставления всегобщего доступа к своему программному обеспечению для распознавания лиц, даже для тех, кто может за него заплатить. Microsoft опубликовала необычный блог на эту тему с просьбой о правительственном регулировании с целью помощи в определении правильных действий.
Не только компании, но и многие другие исследователи и гражданские адвокаты рекомендуют государственное регулирование для обеспечения прозрачности и, как следствие, ответственности человека. Обновленная коллекция (список) этики ИИ поддерживается организацией AlgorithmWatch. Архивная копия от 30 ноября 2019 на Wayback Machine Эта стратегия спорная, так как некоторые опасаются, что это приведет к замедлению темпов инноваций. Другие утверждают, что регулирование приводит к систематической стабильности, способной в большей степени поддерживать инновации в долгосрочной перспективе. ОЭСР, ООН, ЕС и многие страны в настоящее время работают над стратегиями регулирования ИИ и ищут соответствующие правовые рамки. 
26 июня Группа высокоуровневых экспертов Европейской комиссии по искусственному интеллекту (AI HLEG) опубликовала свои «Рекомендации по политике и инвестициям в области надежного искусственного интеллекта». Это второй документ AI HLEG, который вышел вслед за публикацией в апреле 2019 г. «Руководства по этике для надежного AI». Новые рекомендации касаются четырёх основных областей: люди и общество в целом, частный сектор, государственный сектор, а также исследования и наука. Рекомендации HLEG отражают понимание как возможностей для технологий искусственного интеллекта стимулировать экономический рост, процветание и инновации, так и потенциальных рисков. Европейского Союза имеет амбиции возглавить разработку политик, регулирующих ИИ во всем мире. Однако, если Европа не ускорит развертывание и внедрение и не создаст производственные, исследовательские и опытно-конструкторские мощности, её возможности для этого будут ограничены.
В ноябре 2021 года ЮНЕСКО разработала первый в истории глобальный стандарт этики искусственного интеллекта – «Рекомендации по этике искусственного интеллекта ». Документ применим ко всем 194 государствам-членам ЮНЕСКО.
Защита прав и достоинства человека является краеугольным камнем Рекомендаций, основанных на продвижении таких основополагающих принципов, как прозрачность и справедливость, с постоянным учетом важности человеческого контроля над системами ИИ.

## Предвзятость в системах ИИ
ИИ становится все более неотъемлемой частью систем распознавания лиц и голоса. Некоторые из этих систем имеют реальное влияние на бизнес и людей. Эти системы уязвимы для предвзятостей и ошибок, вносимых создателями-людьми. Кроме того, данные, используемые для обучения самих этих систем ИИ, могут иметь искажения. Например, алгоритмы распознавания лиц, разработанные Microsoft, IBM и Face++, оказались необъективны, когда дело дошло до определения пола людей. Эти системы искусственного интеллекта были в состоянии определять пол белых мужчин более точно, чем пол темнокожих мужчин. Ещё одним примером необъективности ИИ стало прекращение со стороны Amazon’s.com Inc использования ИИ для найма сотрудников. Алгоритм предпочитал больше кандидатов-мужчин, чем женщин. Это произошло потому, что система Amazon была обучена с использованием данных, собранных за 10-летний период, которые поступали в основном от кандидатов-мужчин.
Предвзятость может попасть в алгоритмы разными способами. В очень влиятельной ветке ИИ, известной как «обработка естественного языка», могут возникнуть проблемы из «текстового свода» — исходного материала, который использует алгоритм, чтобы узнать о взаимосвязях между разными словами.
Крупные компании, такие как IBM, Google и прочие, уже начали исследовать и решать проблему предвзятости.
Проблема предвзятости в машинном обучении, вероятно, станет более серьёзной, поскольку технология ИИ распространяется на такие критические области, как медицина и юриспруденция, и поскольку задачу её развертывания поручают все большему числу людей, которые не имеют глубоких технических знаний. Некоторые эксперты предупреждают, что алгоритмическая предвзятость уже широко распространена во многих отраслях, и что почти никто не предпринимает усилий для её выявления или исправления.
Во всем мире уже есть различные примеры стран (включая Германию, Америку, Англию и Индию), где необдуманное применение искусственного интеллекта правительствами имело серьёзные социальные последствия в таких областях, как иммиграция, правоохранительная деятельность и социальное обеспечение.

## Ответственность за частично или полностью беспилотные автомобили
Есть все основания считать, что в будущем неизбежно широкое использование частично или полностью беспилотных автомобилей. Но полностью автономные технологии ставят перед нами новые проблемы и вызовы. В последнее время поднялись дебаты по поводу юридической ответственности сторон при попадании беспилотных автомобилей в аварии. В одном из отчётов автомобиль без водителя сбил пешехода и встала проблема, кто виноват в аварии. Несмотря на то, что водитель во время аварии находился в автомобиле, органы управления были полностью в руках компьютера. Необходимо решить такого рода вопросы прежде, чем беспилотные автомобили будут иметь широкое распространение.

## Вооружённый искусственный интеллект
Некоторые эксперты и ученые ставят под сомнение использование роботов в боевых действиях, особенно когда таким роботам предоставляются определённая степень автономности. ВМС США профинансировали доклад, в котором указывается, что, поскольку боевые роботы становятся все более сложными, следует уделять больше внимания последствиям их способностям принимать самостоятельные решения.
В течение последнего десятилетия проводились интенсивные исследования в области самообучаемой автономности с назначаемой моральной ответственностью. «Результаты могут быть использованы при разработке будущих военных роботов для контролирования нежелательных тенденций возложения ответственности на роботов». С точки зрения консеквенциализма есть вероятность, что роботы будут развивать способности принимать свои собственные логические решения о том, кого убивать, и поэтому необходимы моральные ограничения, которые ИИ не сможет обойти.
Недавно были протестные голоса против разработки ИИ-оружия, которое включало бы идеи захвата человечества роботом. ИИ-оружие несёт опасность другого рода, в отличие от оружия, контролируемого человеком. Многие правительства уже начали финансировать программы по разработке ИИ-вооружения. ВМС США недавно объявили о планах разработки ударного беспилотника, параллельно с аналогичными заявлениями России и Кореи. В связи с тем, что ИИ-оружие становится более опасным, чем управляемое человеком оружие, Стивен Хокинг и Макс Тегмарк подписали петицию «Будущее жизни» о запрете ИИ-оружия. В сообщении, опубликованном Хокингом и Тегмарком, говорится, что ИИ-оружие представляет собой непосредственную опасность и что необходимо предпринять какие-то действия, чтобы в ближайшем будущем избежать катастрофических последствий.
«Если какая-либо крупная военная сила продвигает разработку ИИ-оружия, практически неизбежна глобальная гонка вооружений, и в итоге автономное оружие станет автоматом Калашникова завтрашнего дня», — говорится в петиции, в которую входят противники вооружённого искусственного интеллекта: Skype-основатель Яан Таллинн и профессор лингвистики Массачусетского технологического института Ноам Хомский.
Физик и астроном сэр Мартин Рис предупреждает о таких катастрофических примерах, как «глупые роботы, которые становятся изгоями, или сеть, которая развивает собственный разум». Хью Прайс, коллега Риса из Кембриджа, озвучил аналогичное предупреждение о том, что люди могут не выжить, если интеллект «ускользнёт от биологических ограничений». в Кембриджском университете они создали Центр изучения экзистенциального риска в надежде избежать этой угрозы человеческому существованию.
Что касается возможности использования систем «умнее человека» в военном деле, проект «Открытая филантропия» пишет, что эти сценарии «кажутся потенциально настолько же важными, как и риски, связанные с потерей контроля», но исследовательские организации, занимающиеся долгосрочным социальным воздействием ИИ, недостаточно изучили эту проблему: «этот класс сценариев не был в центре внимания занимающихся этими вопросами организаций, таких как Научно-исследовательский институт машинного интеллекта (MIRI) и Институт будущего человечества (FHI) и поэтому меньше обсуждались».

## Машинная этика
Машинная этика (или машинная мораль) — это область исследований, связанных с разработкой искусственных моральных агентов (ИМА), роботов или искусственно интеллектуальных компьютеров, которые ведут себя морально или как бы морально. Чтобы учесть природу этих агентов, было предложено рассмотреть некоторые философские идеи, такие как стандартные характеристики субъектности, рациональных агентов, моральных факторов и искусственной субъектности, которые связанные с концепцией ИМА.
Айзек Азимов рассмотрел эту проблему в 1950-х годах в своей серии рассказов «Я, робот». По настоянию своего редактора Джона У. Кэмпбелла младшего для управления искусственно интеллектуальными системами он предложил Три закона робототехники. Большая часть его работы была потрачена на проверку границ трех его законов, чтобы увидеть, где они могут сломаться или где они могут вызвать парадоксальное или непредвиденное поведение. Его работа предполагает, что ни один из установленных законов не может в достаточной мере предвидеть все возможные обстоятельства. Последнее время ученые и многие правительства поставили под сомнение идею о привлечении к ответственности ИИ. Комиссия, созванная Соединенным Королевством в 2010 году, пересмотрела законы Азимова, чтобы уточнить, что ИИ является ответственностью либо его производителей, либо его владельца/оператора.
В 2009 году во время эксперимента в Лаборатории интеллектуальных систем в Политехнической школе Лозанны в Швейцарии роботы, которые были запрограммированы на сотрудничество друг с другом (в поиске полезных ресурсов и избегании ядовитых), в конечном итоге научились лгать друг другу в попытке накопить полезные ресурсы. Одной из проблем в этом случае могло быть то, что цели были «конечными» (в то время как основные человеческие мотивы обычно имеют качество, требующее бесконечного обучения).
Некоторые эксперты и ученые ставят под сомнение использование роботов для боевых действий, особенно когда таким роботам предоставляются определённые степени автономных функций. ВМС США профинансировали доклад, в котором указывается, что по мере усложнения военных роботов следует уделять больше внимания последствиям их способности принимать самостоятельные решения.
Вернор Виндж предположил, что может наступить момент, когда некоторые компьютеры станут умнее людей, назвав этот явление сингулярностью. Он предполагает, что это может быть частично или даже очень опасно для человека. Научно-исследовательский институт машинного интеллекта высказал предположение о необходимости создания «Дружественного ИИ», имея ввиду, что прогресс, который уже происходит с ИИ, должен также включать усилия, направленные на создание более дружелюбного и гуманного ИИ.
В 2009 году ученые и технические эксперты приняли участие в конференции, организованной Ассоциацией по развитию искусственного интеллекта, чтобы обсудить потенциальное воздействие роботов и компьютеров и влияние гипотетической возможности того, что они могут стать самодостаточными и способными принимать собственные решения. Они обсудили возможность и степень, с которой компьютеры и роботы могли бы приобрести любой уровень автономии, и в какой степени они могли бы использовать такие возможности, чтобы представлять какую-либо угрозу или опасность. Они отметили, что некоторые машины приобрели различные формы полуавтономности, в том числе возможность самостоятельно находить источники энергии и возможность самостоятельно выбирать цели для атаки оружием. Они также отметили, что некоторые компьютерные вирусы могут избегать уничтожения и достигли «интеллекта тараканов». Они отметили, что самосознание, как изображено в научной фантастике, вероятно, маловероятно, но есть другие потенциальные опасности и подводные камни.
Тем не менее, существует одна технология, которая действительно может привести к роботам с моральными способностями. В статье о приобретении моральных ценностей роботами Найеф Аль-Родхан упоминает случай нейроморфных чипов, которые стремятся обрабатывать информацию аналогично людям, нелинейно и с миллионами взаимосвязанных искусственных нейронов. Роботы со встроенной нейроморфной технологией могут изучать и развивать знания уникальным образом. Это неизбежно поднимает вопрос об окружающей среде, в которой такие роботы познают мир и мораль которого они унаследуют, или если они в конечном итоге также разовьют человеческие «слабости»: эгоизм, отношение к выживанию, колебания и т. д.
В «Моральные машины: обучение роботов правильному через неправильное» Уэнделл Уоллах и Колин Аллен делают вывод, что попытки научить роботов поступать правильно через неправильно могут продвинуть понимание человеческой этики, мотивируя людей на устранение пробелов в современной нормативной теории и предоставляя платформу для экспериментального исследования. В качестве примера он задаёт нормативным специалистам по этике спорный вопрос о том, какие конкретные алгоритмы машинного обучения нужно использовать. Ник Бостром и Элиэзер Юдковски приводят доводы в пользу деревьев решений (таких как ID3) потив нейронных сетей и генетических алгоритмов, потому что деревья решений подчиняются современным социальным нормам прозрачности и предсказуемости (например, stare decisis), то время как Крис Сантос-Ланг возражает, что нормы любого возраста можно менять и что естественная неспособность полностью удовлетворить эти конкретные нормы имеет важное значение для того, чтобы сделать людей менее уязвимыми для преступных «хакеров».
Согласно отчету Центра по управлению ИИ в Оксфордском университете за 2019 год, 82 % американцев считают, что необходимо тщательно управлять роботами и ИИ. Обсуждаемые проблемы варьировались от того, как ИИ используется для слежки и распространения фальшивого контента в Интернете (известного как глубокие фейки (deepfakes), когда они включают в себя подделанные видеоизображения и аудио, сгенерированные с помощью ИИ), до кибератак, посягательств на конфиденциальность данных, предвзятости при найме на работу, беспилотных транспортных средств и дронов, которые не требуют человека-контролера.

## Неожиданные последствия
Многие исследователи утверждают, что в результате «интеллектуального взрыва», произошедшего где-то в XXI веке, самосовершенствующийся ИИ может стать настолько мощнее людей, что мы не сможем помешать ему достичь своих целей. В своей статье «Этические проблемы в продвинутом искусственном интеллекте» философ Ник Бостром утверждает, что искусственный интеллект способен вызвать вымирание человека. Он утверждает, что общий сверхразум способен на самостоятельную инициативу и на создание собственных планов, и поэтому его более целесообразно рассматривать как автономного агента. Поскольку искусственный интеллект не обязан разделять человеческие мотивации, разработчики супер-интеллекта должны были бы заложить его первоначальную мотивацию. Теоретически, сверхинтеллектуальный ИИ сможет привести к практически любому возможному исходу и пресечь любую попытку помешать достижению своей главной цели, может возникнуть много неконтролируемых непреднамеренных последствий. Это может убить всех других агентов, убедить их изменить свое поведение или заблокировать их попытки вмешательства.
Однако вместо того, чтобы превзойти человеческую расу и вести её к разрушению, Бостром также утверждает, что супер-интеллект может помочь нам решить многие сложные проблемы, такие как болезни, бедность, разрушение окружающей среды, и может помочь нам «улучшить» себя.
Сложность систем человеческих ценностей ведет к очень трудному созданию удобных для человека мотиваций ИИ. Пока моральная философия не дает нам безупречную этическую теорию, функция полезности ИИ может допускать множество потенциально вредных сценариев, которые соответствуют данной этической структуре, но не соответствуют «здравому смыслу». По словам Элиэзера Юдковского, у нас мало оснований полагать, что искусственно созданный разум будет обладать такой адаптацией.
Билл Хиббард предложил такой дизайн искусственного интеллекта, который избегает некоторых типов непреднамеренного поведения, включая самообман, непреднамеренные инструментальные действия и повреждение генератора вознаграждений.

## Организации
Amazon, Google, Facebook, IBM и Microsoft создали некоммерческое партнерство для разработки передового опыта в области технологий искусственного интеллекта, улучшения понимания общественностью и обеспечения ИИ платформы. Они заявили: «Это партнерство по ИИ будет проводить исследования, организовывать дискуссии, обеспечивать интеллектуальное лидерство, консультироваться с соответствующими третьими сторонами, отвечать на вопросы общественности и средств массовой информации, а также создавать учебные материалы, способствующие пониманию технологий ИИ, включая машинное восприятие, обучение и автоматическое рассуждение». Apple присоединилась к другим технологическим компаниям в качестве одного из основателей Партнерства по искусственному интеллекту в январе 2017 года. Корпоративные участники будут вносить финансовый и исследовательский вклад в работу группы, взаимодействуя с научным сообществом, чтобы привлечь учёных в совет директоров.
IEEE разработал Глобальную инициативу по этике автономных и интеллектуальных систем Архивная копия от 6 октября 2019 на Wayback Machine, которая разрабатывает и пересматривает с помощью общественного мнения методические рекомендации, и принимает в качестве своих членов многих специалистов изнутри и снаружи своей организации.
Традиционно, общественность используют правительство для контроля соответствия этики рамкам законодательства и правопорядка. В настоящее время национальные правительства, а также транснациональные правительственные и неправительственные организации прилагают много усилий для обеспечения этического применения ИИ.
- Европейская комиссия имеет экспертную группу высокого уровня по искусственному интеллекту Архивная копия от 24 октября 2019 на Wayback Machine.
- ОЭСР по искусственному интеллекту Архивная копия от 22 июля 2019 на Wayback Machine.
- В Соединённых Штатах администрация Обамы разработала «Дорожную карту для политики в области ИИ» Архивная копия от 22 января 2021 на Wayback Machine (ссылка на отчет Harvard Business Review). Администрация Обамы выпустила два заметных документа о будущем и влиянии ИИ. На сегодняшний день (январь 2019 года) администрация Трампа не принимала активного участия в регулировании ИИ.
- Консорциум Computing Community[англ.] (Консорциум Сообщества) (CCC) включил в себя проект доклада, содержащий более 100 страниц[81] — 20-летнюю дорожную карту сообщества для исследований в области искусственного интеллекта в США[82].
- В России в 2021 году был принят первый в своём роде «Кодекс этики искусственного интеллекта», описывающий правила поведения бизнеса в этой сфере. Он был разработан отраслевым «Альянсом ИИ» и Аналитическим центром при Правительстве РФ. Под ним подписались такие компании и организации как «Сбербанк», «Яндекс», «Росатом», НИУ ВШЭ, МФТИ, ИТМО, «Наносемантика», «Ростелеком», ЦИАН и другие[83].

## В массовой культуре
Фильм «Тринадцатый этаж» показывает будущее, в котором на игровых консолях создаются для развлечения симулированные миры с разумными обитателями. Фильм «Матрица» показывает будущее, где доминирующим видом на планете Земля являются разумные машины, а человечество подвергается предельной дискриминации. В коротком рассказе «Погружение Планка» показывается будущее, в котором человечество превратилось в программное обеспечение, которое можно дублировать и оптимизировать, а соответствующее различие между типами программного обеспечения является разумным и не чувствительным. Та же самая идея может быть найдена в Голограмме скорой медицинской помощи Starship Voyager, которая является явно разумной копией уменьшенного подмножества сознания её создателя, доктора Циммермана, который из лучших побуждений создал систему для предоставления экстренной медицинской помощи. В фильмах «Двухсотлетний человек» и «Искусственный разум» рассматриваются возможности разумных роботов, которые могут любить. «Я, Робот» показал некоторые аспекты трёх законов робототехники Азимова. Все они пытаются предугадать, возможно, неэтичные последствия создания разумных компьютеров.
Этика искусственного интеллекта является одной из основных тем в серии игр BioWare «Mass Effect». Она рассматривает сценарий, в котором цивилизация случайно создала ИИ благодаря быстрому увеличению вычислительной мощности используя глобальную нейронную сеть. Это событие вызвало этический раскол между теми, кто считал, что разумных Гетов можно наделить органическими правами, и теми, кто продолжал рассматривать их как одноразовый механизм и боролся за их уничтожение. Помимо начального конфликта ещё одной постоянной темой всей истории является сложность отношений между машинами и их создателями.